# Мечты о баскетболе
«Мечты о баскетболе» (другое название «Баскетбольные мечты», англ. Hoop Dreams) — американский документальный фильм, режиссёра Стива Джеймса. Лента снималась в течение пяти лет и вышла на экраны в 1994 году.

## Описание
Авторы фильма в течение нескольких лет наблюдают за жизнью двух афроамериканских школьников из бедных кварталов Чикаго — Уильямом Гейтсом и Артуром Эйджи, которые стремятся стать профессиональными баскетболистами.

## Награды и номинации
- Номинация на премию «Оскар» за лучший монтаж (Фредерик Маркс, Стив Джеймс, Уильям Хогс)[1]
- Премия Гильдии режиссёров США за лучшую режиссуру в документальном кино (Стив Джеймс)
- Премия «Независимый дух» в номинации Special Distinction Award (Стив Джеймс, Фредерик Маркс, Питер Гилберт)
- MTV Movie Awards лучшему новому режиссёру (Стив Джеймс)[2]
- Премия Национального совета кинокритиков США за лучший документальный фильм[3]
- Премия Сообщества кинокритиков Нью-Йорка за лучший документальный фильм[4]
- Приз зрительских симпатий на кинофестивале «Сандэнс»